# Sempervivum morellianum
Sempervivum morellianum är en fetbladsväxtart som beskrevs av Farer. Sempervivum morellianum ingår i släktet taklökar, och familjen fetbladsväxter. Inga underarter finns listade i Catalogue of Life.